# 梅田貴公美
梅田 貴公美（うめだ きくみ、9月12日 - ）は、日本の女性声優。ぷろだくしょんバオバブ所属。広島県出身。

## 略歴
中学時代、間違えて演劇部に入部してしまったことで役者を目指した。
映像テクノアカデミア卒業。

## 人物
声優としては、外画吹き替え、アニメなど数多くの作品に出演。
資格は珠算1級、ワープロ2級、簿記2級、英検3級。
特技は暗算。趣味は映画鑑賞、音楽鑑賞（洋楽）、天体観測、散歩。方言は広島弁。

## 出演
太字はメインキャラクター。

### テレビアニメ
1998年
- ひみつのアッコちゃん（1998年版）（モコ）
- ポポロクロイス物語（ゴン）

1999年
- KAIKANフレーズ（受付）
- ムーぽん（ゴロー）
- WILD ARMS Twilight Venom（親戚B）

2000年
- サクラ大戦TV
- ニャニがニャンだー ニャンダーかめん（2000年 - 2001年、クモネコ、ツバタ、クモネコダコ、コゴロ、キキルー、チョッキー、チュータ）

2001年
- 仰天人間バトシーラー（ダイナ / フットバスZ）
- ポケットモンスター（ばあさん）

2002年
- クレヨンしんちゃん（2002年 - 2024年、丸山、男の子A、おばさん、仲居、野原つる〈2代目〉 他）
- ドラえもん（テレビ朝日版第1期）（2002年 - 2005年、猫の手くんC、猫、男の子、少年B、子供、少年C）
- 忍たま乱太郎（2002年 - 2024年、左吉）
- ヒートガイジェイ（老婆）

2003年
- キノの旅 -the Beautiful World-（声）

2004年
- アガサ・クリスティーの名探偵ポワロとマープル（店員）
- あたしンち（2004年 - 2008年、ぽん太、回答者C、小学生A、男の子B）
- 今日からマ王!（セラフィーヌ）
- 魔法少女隊アルス（クー）
- 美鳥の日々（女将）

2005年
- ガラスの仮面（2005年版）（希望の家園長）
- ドラえもん（テレビ朝日版第2期）（2005年 - 2022年、ボタ子、審判、男の子、友達 他）
- BLEACH（恋次の仲間〈太〉）
- 雪の女王 〜THE SNOW QUEEN〜（パブの女主人）

2006年
- サルゲッチュ 〜オンエアー〜（ピポトロンメタ、ピポサル、シェフサル、SLサル 他）

2007年
- シュガーバニーズ シリーズ（マルーヌ、ピエールのママ）
- 電脳コイル（デンパ）

2008年
- スティッチ!（子あべこーべ）
- のらみみ（コタ郎の母）
- 名探偵コナン（2008年 - 2024年、看護師、店員、マンションの住人、正男の母、長須篤美 他）

2009年
- 犬夜叉 完結編（子狐）
- 君に届け（甘酒のおばちゃん）
- ご姉弟物語（しんご）

2010年
- それいけ!アンパンマン（2010年 - 2023年、ちゅらおばあ〈初代〉）
- 毎日かあさん（2010年 - 2011年、タカくん、おばさん、親戚、おばあさん、フルサワさんの奥さん）

2012年
- 黒魔女さんが通る!!（バーバ・ヤーガ、獅子村貴海）
- 夏目友人帳 肆（ユリコの母）
- パパのいうことを聞きなさい!（大家）

2015年
- 寄生獣 セイの格率（占い師）
- ルパン三世 PART IV（団員A）

2018年
- パズドラ（子供A）

2023年
- ふしぎ駄菓子屋 銭天堂（母方の祖母、園児の母）
- キボウノチカラ〜オトナプリキュア'23〜（山口さん）

### 劇場アニメ
- 劇場版 サルゲッチュ 黄金のピポヘル・ウッキーバトル（2002年、UFOママ）
- 新SOS大東京探検隊（2006年、大木戸義雄）
- ぷかぷかジュジュ（2012年、ジュジュ）

### OVA
- 銀河英雄伝説（1996年）
- アンパンマンとはじめよう! 勇気りんりん! みんなの一日（2005年、ゾウちゃん）
- アンパンマンとはじめよう! かぞえよう 1・2・3（2006年、ノネズミ六兄弟2）
- 名探偵コナン MAGIC FILE3 新一と蘭・麻雀牌と七夕の思い出（2009年、坂本大介）

### ゲーム
- ガチャメカスタジアム サルバト〜レ（1999年、ピポサル）
- バトル昆虫伝（1999年、藤崎仁也）
- THE どこでも推理〜IT探偵：全68の事件簿〜（2001年、山田、トム）
- ぱすてるチャイムContinue（2005年、パサート・シボレー）
- クレヨンしんちゃんDS 嵐を呼ぶ ぬってクレヨ〜ン大作戦!（2007年）
- クレヨンしんちゃん 「炭の町のシロ」（2024年、つる）

### ドラマCD
- 忍たま乱太郎 ドラマCD シリーズ（2011年 - 2016年、任暁左吉） - 3作品[一覧 1]

### 吹き替え

#### 映画
- アーネスト キャンプに行く! ※ディズニーXD版
- 愛されちゃって、マフィア ※テレビ東京版
- アカデミー 栄光と悲劇
- 愛しのローズマリー（ハル少年時代）
- クリクリのいた夏 ※NHK-BS2版
- 警察署長 ジェッシイ・ストーン 暗夜を渉る（モリー・クレーン〈ヴァイオラ・デイヴィス〉）
- 警察署長 ジェッシイ・ストーン 湖水に消える（モリー・クレーン〈ヴァイオラ・デイヴィス〉）
- 警察署長ジェッシイ・ストーン 訣別の海（モリー・クレーン〈ヴァイオラ・デイヴィス〉）
- ゴーストバスターズ（不動産屋〈ローダ・ジャミニャーニ〉、背の高い女性〈ジーン・カセム〉）※ソフト版
- この胸のときめき（ナンシー）
- ジャック・ブル（コーラ・レディング〈ミランダ・オットー〉）
- ジャンヌ・ダルク（ジャンヌの伯母〈バーバラ・エルボーン〉）※ソフト版
- ジュニア
- シンプル・プラン（ナンシー・チャンバース〈ベッキー・アン・ベイカー〉）
- ストーン・コールド -影に潜む-（モリー・クレーン〈ヴァイオラ・デイヴィス〉）
- 聖なる嘘つき（フランクフルター夫人〈グラジナ・バースゼウスカ〉）
- 卒業 ※テレビ東京版
- チャーリーズ・エンジェル ※ソフト版
- ディープエンド・オブ・オーシャン
- 飛ぶ教室（マッツ〈フレデリック・ラウ〉）
- トム・ソーヤーの大冒険 ※NHK-BS2版
- ドロップ・ゾーン ※テレビ朝日版
- ナッティ・プロフェッサー クランプ教授の場合 ※日本テレビ版
- ハピネス（クリスティーナ〈カムリン・マンハイム〉）
- ファイティング×ガール（レネイ〈ケリー・ワシントン〉）
- ブラック&ブルー/愛をこわさないで（ジョナサン）
- フレイルティー 妄執
- フロム・ヘル（ポリー・ニコルズ〈アナベラ・アプション〉）※ソフト版
- ベートーベン ※NHK-BS2版
- ヘビーウェイト サマー・キャンプ奪還作戦（ロイ〈キーナン・トンプソン〉）
- ぼくの国、パパの国
- ホーム・アローン3 ※フジテレビ版
- ボルケーノ（クローディア）※ソフト版
- マドレーヌ（ユジョン）
- ラスベガスをやっつけろ（デビー・レイノルズ）※旧盤DVD・ビデオ版
- ルームメイト2
- ルパン三世（ヨゼフ）
- レディ・イン・ザ・ウォーター
- レディ・ウェポン（フェイ・チン〈チェン・ペイペイ〉）

#### テレビドラマ
- アレンジメント ハリウッドに潜む闇（ショーン）
- ER緊急救命室
  - シーズン5 #20（ジュリエット〈アナスタシア・ウェッブ〉）
  - シーズン6 #6（エディー・バーネロ〈ベン・ヘクト〉）
  - シーズン7 #1（マーガレット〈ポーラ・ニューサム〉）
  - シーズン10 #12（サラ・リード〈ステイシー・ハイスミス〉）
  - シーズン12（ザハラ〈カニータ・アダムズ〉）
  - シーズン13 #17（ジュディ〈ファラ・ココア・ブラウン〉）
  - シーズン14 #1（アーロン・ゴンザレス〈マリオ・キニョネス・Jr〉）
- クリミナル・マインド5 FBI行動分析課（サマンサ・マルコヌ） #12
- シャーリー・ホームズの冒険（アリシア）
- スタートレック:ヴォイジャー（セスカ）
- パワーレンジャー・イン・スペース（リタ・レパルサ）
- 愉快なシーバー家（電話の声）
- 夢見る子犬・ウィッシュボーン（ガルシア）
- マペット放送局（ミセス・ドッグ）

#### アニメ
- アイアン・ジャイアント
- アンデルセン・ストーリーズ
- イウォーク物語（ニーサ）※DVD版
- おくびょうなカーレッジくん（ユースタスのママ）
- カールじいさんの空飛ぶ家（イディス巡査）
- かわうそファミリー（フリック）
- クワック・パック（ルーイ）
- ザ・リプレイス 大人とりかえ作戦（バズ）
- ジミー・ニュートロン 僕は天才発明家!（カール）
- 少女チャングムの夢（チャンイ）
- ジョニー・ブラボー（ママ）
- シルベスター&トゥイーティー ミステリー
- スヌーピーと幸せのブランケット（ピッグベン）
- ソウルフル・ワールド（テリー[8]）
- ティーモ・シュプリーモ（ジャスティン / スクーター・ラッド）
- ノートルダムの鐘II
- ヘラクレス（女性）
- マペット・ベビー（スクーター）
- リセス 〜ぼくらの休み時間〜（メンロー、アシュリー・ボーレット、グル少年〈2代目〉、サム、デイブ、レモンさん 他）
  - リセス 〜ぼくらの夏休みを守れ!〜
- リトルプリンセス（女王様）
- ロッキーとブルウィンクルの大冒険（ロッキー）

### シリーズ一覧
1. ↑  『会計委員会の段』（2011年）、『一年い組&ろ組の段』（2014年）、『い組の段〜下巻〜』（2016年）